# Weesow
Weesow ist ein Ortsteil der Stadt Werneuchen im Landkreis Barnim in Brandenburg.

## Geographie
Der Ort liegt zwei Kilometer nördlich von Werneuchen und neun Kilometer ostsüdöstlich von Bernau bei Berlin. Die Nachbarorte sind Schönfeld und Beiersdorf Ausbau im Nordosten, Werneuchen-Ost im Osten, Stienitzaue im Südosten, Amselhain im Süden, Löhme im Südwesten sowie Willmersdorf im Nordwesten.
Westlich von Weesow steht seit 2020 der Solarpark Weesow-Willmersdorf, der bei seiner Inbetriebnahme mit 187 MW Nennleistung der größte Solarpark Deutschlands war.

## Sehenswürdigkeiten
- Die Dorfkirche stammt aus dem 13. Jahrhundert.
- Der Radarturm ist ein Relikt aus dem Zweiten Weltkrieg